# Arsenal Stadium
Pour les articles homonymes, voir Highbury (homonymie).
Arsenal Stadium, souvent appelé Highbury, était le stade de l'Arsenal Football Club, localisé à Londres. Les Gunners ont joué à Highbury de 1913 à 2006. Ils changent ensuite pour un stade de plus grande capacité, l'Emirates Stadium. Un ensemble immobilier, Highbury Square, appartenant au club a été construit sur le site après la démolition du stade.

## Histoire
Localisé jusque-là dans le sud-est de la capitale anglaise Arsenal, qui s'appelle encore Woolwich Arsenal gagne la banlieue nord (Islington) en 1913. Avant ce déménagement des Gunners à Highbury, Arsenal évoluait au Manor Ground. Cette arrivée dans ce quartier tranquille est mal perçue, et une pétition circule bien vite à Islington pour exiger l'expulsion du club et son « vulgar project ». 
Le président d'Arsenal Henry Norris contacte le fameux architecte écossais Archibald Leitch qui conçut notamment Old Trafford, Anfield, Celtic Park, et bien d'autres stades britanniques.
L'enceinte d'Highbury est inaugurée le 6 septembre 1913 par un match de Division 2 opposant Arsenal à Leicester Fosse. Les travaux sont encore en cours à cette date, et le président du club s'étonne alors que les spectateurs fassent la queue pour payer leur ticket d'entrée plutôt que de profiter des trous béants des palissades. Malgré des travaux qui se poursuivent durant toute la saison, Arsenal enregistre une moyenne de 23 000 spectateurs par match contre 9 000 la saison précédente au Manor Ground. Ces travaux inquiètent toutefois les autorités municipales qui interdisent la tenue d'un match en mars 1914, exigeant que des travaux de sécurité soient réalisés en urgence. Les travaux redoublent alors d'intensité afin de proposer une enceinte digne de ce nom à l'attaque de la saison 1914-1915. Arsenal a investi quelque 125 000 £ dans son stade, et le déclenchement de la Première Guerre mondiale est une catastrophe.
Après le conflit, Arsenal dispose d'une enceinte de plus de 30 000 places qui accueille avant l'ouverture de Wembley en 1923 quelques rencontres internationales. Une seule tribune est couverte, avec un toit en multi-plan. L'architecte Claude Waterlow Ferrier signe les travaux à Highbury depuis 1931. La fameuse tribune ouest commence à sortir de terre dès 1931. C'est la plus moderne des tribunes jamais construites. Elle est inaugurée en présence du Prince de Galles le 10 décembre 1932. Avec cette nouvelle tribune et les autres travaux de Ferrier, la capacité du stade dépasse désormais les 50 000 places. Peu avant l'inauguration de la tribune ouest, la station de métro desservant le stade, Gillespie Road, est rebaptisée « Arsenal » (5 novembre 1932). Les travaux se poursuivent ensuite malgré les décès du manager Herbert Chapman en janvier 1934 et de l'architecte Ferrier en juillet 1935. Le 9 mars 1935, Highbury enregistre son record d'affluence avec 73 295 spectateurs payants pour un match championnat face à Sunderland AFC. La tribune nord (North Bank) est couverte en 1935.
Âgée de seulement 23 ans, la tribune est reconstruite. L'inauguration de cette luxueuse tribune a lieu le 24 octobre 1936. Son hall en marbre comprend une statue signée Jacob Epstein du regretté manager Herbert Chapman. Le coût de cette tribune est deux fois plus élevé que celui payé par Tottenham pour ériger la tribune est de White Hart Lane.
Highbury est le premier stade britannique où se déroule un match retransmis en direct par la radio (22 janvier 1922). Profitant de la proximité des studios de télévision d'Alexandra Palace, Highbury est choisi pour être le premier stade où se tient un match repris par la télévision en direct (16 septembre 1937). 
Les bombardements allemands de la Seconde Guerre mondiale n'épargnent pas Highbury. En 1940, c'est la Clock End qui est touchée. L'année suivante, cinq bombes incendiaires transpercent le toit de la tribune nord (North Bank). Restauré pendant la guerre, celui-ci est refait à neuf en 1956.
Highbury est, dès 1932, équipé d'un système d'éclairage permettant la tenue des entraînements nocturnes. Ce système est amélioré quatre ans plus tard puis à nouveau en 1951. 
Sécurité oblige, la capacité d'Highbury commence à fondre en 1969 avec une limitation à 63 000 places. Ce chiffre tombe à 57 000 en 1988. Après le drame de Hillsborough et le rapport Taylor, la capacité de Highbury est provisoirement de 41 188 places, dont 18 095 assises (1992). La North Bank est rasée en mai 1992 et reconstruite avec 12 400 sièges. Depuis 1993, la capacité du stade est d'environ 38 500 places, toutes assises.
Deux écrans géants sont installés dès 1993.
Avec moins de 40 000 places, Highbury est trop petit pour faire face à la demande des fans. Après bien des palabres, et devant l'impossibilité de rénover Highbury en raison de l'hostilité du voisinage, du manque de place et du classement aux monuments historiques de certains éléments du stade, les Gunners choisissent de quitter Highbury pour ériger un stade flambant neuf d'environ 60 000 places : Emirates Stadium. Le dernier match officiel d'Arsenal à Highbury fut contre Wigan Athletic, le 7 mai 2006. Un match remporté 4 à 2 par Arsenal et marqué par un triplé de Thierry Henry qui clôt d'une belle manière l'histoire du stade. Il embrassa la pelouse après son troisième but sur pénalty.
Le stade a ensuite été démoli à l'exception de deux façades Art déco classées arborant les symboles des Gunners. En lieu et place, sous l'égide d'Arsenal a été construit un luxueux complexe résidentiel, Highbury Square. Au centre des bâtiments il y a un parc paysager sur l'empreinte exacte de l'ancienne pelouse.